# Episodi di Doraemon (serie animata 1979) (sedicesima stagione)
Questa è la lista degli episodi della sedicesima stagione dell'anime 1979 di Doraemon.

## Episodi
| Nº Ja | Nº It | Titolo italiano Giapponese 「Kanji」 - Rōmaji                                         | In onda           | In onda           |
| Nº Ja | Nº It | Titolo italiano Giapponese 「Kanji」 - Rōmaji                                         | Giapponese        | Italiano          |
| 1243  | 522   | Lo specchio attira-tutto 「ひきよせカガミ」 - Hikiyose kagami                         | 14 gennaio 1994   | 7 settembre 2006  |
| 1244  | 524   | La video lettera 「ビデオレターは大変だ」 - Bideo retā ha taihen da                   | 21 gennaio 1994   | 8 settembre 2006  |
| 1245  | 526   | Il leggerino 「ふんわりガス」 - Funwari gasu                                          | 28 gennaio 1994   | 11 settembre 2006 |
| 1246  | 528   | La pistola copia-umani 「人間うつし」 - Ningen utsushi                                | 4 febbraio 1994   | 12 settembre 2006 |
| 1247  | 530   | I fiori cambia umore 「こころがわりブローチ」 - Kokoro gawari burōchi                 | 11 febbraio 1994  | 13 settembre 2006 |
| 1248  | 532   | I sogni premonitori 「正夢新聞」 - Masayume shinbun                                   | 18 febbraio 1994  | 14 settembre 2006 |
| 1249  | 534   | L'orologio comanda tempo 「勝手にタイム」 - Katte ni taimu                            | 25 febbraio 1994  | 15 settembre 2006 |
| 1250  | 536   | Il parco preistorico 「原始時代パーク」 - Genshijidai pāku                            | 4 marzo 1994      | 18 settembre 2006 |
| 1251  | -     | 「ミニドラ救助隊」 - Minidora kyūjotai – "Una squadra di soccorso per Mini-Dora!"     | 11 marzo 1994     | inedito           |
| 1252  | 538   | I super guanti 「スーパーてぶくろ」 - Sūpā tebukuro                                   | 18 marzo 1994     | 19 settembre 2006 |
| 1253  | 540   | Il gatto ladruncolo 「怪盗キャットの素」 - Kaitou kyatto no moto                      | 25 marzo 1994     | 20 settembre 2006 |
| 1254  | 542   | La spilla sbugia 「ハリ千本ノマス」 - Hari sen hon no masu                            | 1º aprile 1994    | 21 settembre 2006 |
| 1255  | 544   | Il paesaggiatore 「かべ景色きりかえ機」 - Ka be kshiki kirikae ki                     | 15 aprile 1994    | 22 settembre 2006 |
| 1256  | 546   | Adesivi amorevoli 「アバタもエクボシール」 - Abata mo ekubo shīru                     | 22 aprile 1994    | 25 settembre 2006 |
| 1257  | 548   | Genio per un giorno 「ジャイアンは天才少年」 - Jaian ha tensai shounen                | 29 aprile 1994    | 26 settembre 2006 |
| 1258  | 550   | Le ali di Cupido 「キューピッドの翼」 - Kyūpiddo no Tsubasa                           | 6 maggio 1994     | 27 settembre 2006 |
| 1259  | 552   | Seme Biancaneve 「白雪姫のリンゴ」 - Shirayukihime no ringo                           | 13 maggio 1994    | 28 settembre 2006 |
| 1260  | 554   | Il riproduttore elettrico di fantasie 「デンキ紙芝居セット」 - Denki kamishibai setto | 20 maggio 1994    | 29 settembre 2006 |
| 1261  | 556   | La bolla messaggera 「シャボン玉通信」 - Shabon dama tsuushin                         | 27 maggio 1994    | 2 ottobre 2006    |
| 1262  | 558   | La festa dei fannulloni 「ぐうたら感謝の日」 - Guutara kansha no hHi                  | 3 giugno 1994     | 3 ottobre 2006    |
| 1263  | 560   | L'equilibrante 「起き上がり小帽子」 - Okiagari shou boushi                            | 10 giugno 1994    | 4 ottobre 2006    |
| 1264  | 562   | Onestamente… 「世の中うそだらけ」 - Yononaka uso darake                               | 17 giugno 1994    | 5 ottobre 2006    |
| 1265  | 564   | Il ventaglio cambia-idea 「変心うちわ」 - Henshin uchiwa                              | 24 giugno 1994    | 6 ottobre 2006    |
| 1266  | 566   | Il cucciolo 「雲のモッくん」 - Kumo no mok kun                                        | 1º luglio 1994    | 9 ottobre 2006    |
| 1267  | 568   | Gli occhiali da buongustaio 「グルメグラス」 - Gurume gurasu                          | 8 luglio 1994     | 10 ottobre 2006   |
| 1268  | 570   | Il complimentibot 「おだてロボット」 - Odate robotto                                  | 15 luglio 1994    | 11 ottobre 2006   |
| 1269  | 572   | Il cornicerminiaturizzante 「はこにわフレーム」 - Ha ko ni wa furēmu                  | 22 luglio 1994    | 12 ottobre 2006   |
| 1270  | 574   | La libellula trova tutto 「探し物ペッタン」 - Sagashi butsu pettan                    | 29 luglio 1994    | 13 ottobre 2006   |
| 1271  | 576   | Il tifone a molla 「ねじ式台風」 - Neji shiki taifuu                                  | 5 agosto 1994     | 16 ottobre 2006   |
| 1272  | 578   | Il fantasma liofilizzato 「カップゆうれい」 - Kappu yuu rei                           | 19 agosto 1994    | 17 ottobre 2006   |
| 1273  | 580   | Videogioco della realtà 「本物電子ゲーム」 - Honmono denshi gēmu                      | 26 agosto 1994    | 18 ottobre 2006   |
| 1274  | 582   | Cravatta lavora sodo 「汗水流しタイ」 - Asemizu nagashi tai                           | 2 settembre 1994  | 19 ottobre 2006   |
| 1275  | 584   | I sandali veloci 「アレキサンダル」 - Arekisandaru                                    | 9 settembre 1994  | 20 ottobre 2006   |
| 1276  | 586   | Ventagli ventilanti 「強力うちわ風神」 - Kyouryoku uchiwa fuujin                      | 16 settembre 1994 | 24 ottobre 2006   |
| 1277  | 588   | La sbarra non passi 「通せんぼう」 - Toosenbou                                        | 23 settembre 1994 | 26 ottobre 2006   |
| 1278  | 590   | La guardia del corpo 「ヨウジンボウ」 - Youjinbou                                     | 7 ottobre 1994    | 30 ottobre 2006   |
| 1279  | 592   | Il fantasma del bagno 「花子さんは誰だ？」 - Hanako san ha dare da?                   | 14 ottobre 1994   | 1º novembre 2006  |
| 1280  | 594   | La merendina "assomiglia" 「ペットそっくりまんじゅう」 - Petto sokkuri manjuu         | 21 ottobre 1994   | 3 novembre 2006   |
| 1281  | 596   | Assegni dei desideri 「リクエスト小切手」 - Rikuesuto kogitte                         | 28 ottobre 1994   | 7 novembre 2006   |
| 1282  | 598   | Il sale della crescita 「アットグングン」 - Attogungun                                | 4 novembre 1994   | 9 novembre 2006   |
| 1283  | 600   | La pietra dell'illuminazione 「ダルマストーン」 - Daruma sutōn                        | 11 novembre 1994  | 13 novembre 2006  |
| 1284  | 602   | L'antenna dell'umore 「ごきげんアンテナ」 - Go ki gen antena                          | 18 novembre 1994  | 15 novembre 2006  |
| 1285  | 604   | L'ombrello degli innamorati 「あいあいガサ」 - Aiai gasa                              | 25 novembre 1994  | 17 novembre 2006  |
| 1286  | 606   | Fuochi messaggeri 「伝言花火」 - Dengon hanabi                                        | 2 dicembre 1994   | 21 novembre 2006  |
| 1287  | 608   | Viaggio nel tempo 「ママは小学五年生」 - Mama ha shougaku go nensei                   | 9 dicembre 1994   | 23 novembre 2006  |
| 1288  | 610   | La bacchetta del sonnambulo 「ムユウボウ」 - Muyuubou                                 | 16 dicembre 1994  | 27 novembre 2006  |
| 1289  | 612   | Il comignolo di Babbo Natale 「サンタえんとつ」 - Santa en totsu                      | 23 dicembre 1994  | 29 novembre 2006  |

## Speciali
| Nº  | Giapponese 「Kanji」 - Rōmaji - Traduzione letterale                              | In onda           | In onda  |
| Nº  | Giapponese 「Kanji」 - Rōmaji - Traduzione letterale                              | Giapponese        | Italiano |
| S68 | 「プラモ化大作戦」 - Puramo-ka dai sakusen – "I modellini"                        | 7 gennaio 1994    | inedito  |
| S69 | 「人生やりなおし機」 - Jinseiyarinaoshiki – "La durà Vita!"                       | 8 aprile 1994     | inedito  |
| S70 | 「動物パワーでサバイバル」 - Dōbutsu pawā de sabaibaru – "Prova di sopravvivenza" | 12 agosto 1994    | inedito  |
| S71 | 「逆成長グラス」 - Gyaku seichō gurasu – "L'erba in crescita!"                    | 30 settembre 1994 | inedito  |